# Expedition

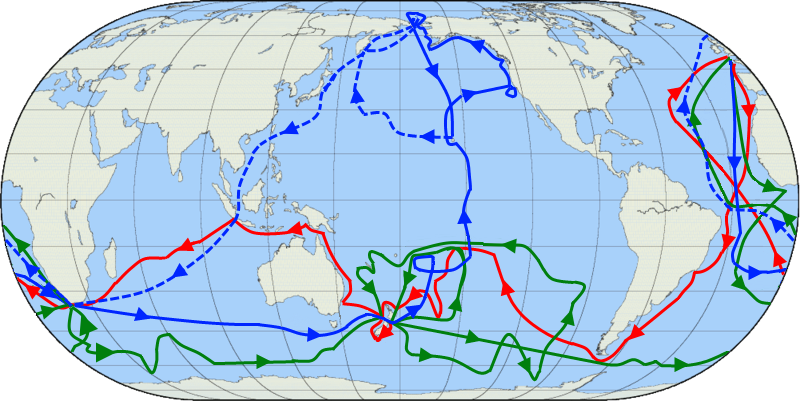
Routen der drei Expeditionsreisen James Cooks

Eine Expedition, von lateinisch expeditio ‚Feldzug‘, expedire ‚losmachen‘, ist eine Entdeckungsreise oder Forschungsreise in eine entlegene oder unerschlossene Region.
Frühe Expeditionen, wie die von Marco Polo und Christoph Kolumbus, wurden durch den Handel veranlasst. Regierungen machten entdeckte Gebiete zu Kolonien oder Protektoraten. Bis in die Gegenwart dienen Expeditionen zur Exploration von Rohstoffvorkommen. Seit dem 18. Jahrhundert mit seinen etablierten Gelehrtengesellschaften dienen Expeditionen häufig der wissenschaftlichen Forschung, etwa
- zur Entdeckung von neuen Pflanzen- und Tierarten,
- um Gebiete von besonderem Interesse zu durchqueren,
- um herausragende geografische Ziele wie den Nord- und Südpol zu erreichen.

Heute werden Expeditionen überwiegend von Forschungsinstituten, von internationalen Wissenschafts-Organisationen oder von Alpenvereinen durchgeführt. Die Expeditionsziele betreffen unterschiedlichste Fachgebiete wie
- Biowissenschaften (z. B. Botanik, Zoologie und Paläontologie),
- Erdwissenschaften (z. B. Geografie, Geologie, Geophysik und Glaziologie),
- Atmosphärenwissenschaften (z. B. Meteorologie, Aeronomie und Klimakunde).

Weitere Studienreisen im Bereich der Anthropologie und Ethnologie werden unter anderem für Museen der Völkerkunde unternommen oder um archäologische Ausgrabungen durchzuführen. Geowissenschaftliche Expeditionen werden heute auch von Universitäten oder Forschungsanstalten im Rahmen von wissenschaftlichen Projekten oder internationalen Messkampagnen unternommen.
Von wissenschaftlichen Expeditionen abzugrenzen sind Reisen ohne Forschungscharakter, insbesondere Trekking-Touren oder Bergsteiger-Reisen, auch wenn sie aus Marketinggründen gelegentlich als Expeditionen bezeichnet werden.
Im Englischen wird Expedition mit der Forschungsreise (englische Sprache: exploration) gleichgesetzt, während die Exploration im Deutschen die Suche nach Bodenschätzen ist.

## Expeditionsvorbereitung
Die Vorbereitungen richten sich nach Art und Umfang der Expedition und können mehrere Monate oder gar Jahre in Anspruch nehmen. Am Beginn stehen die Zieldefinition sowie die Informationsbeschaffung und -auswertung, die den zeitlichen, personellen und finanziellen Rahmen vorgeben. Umgekehrt muss sich die Expeditionsplanung am zu erwartenden Finanzrahmen orientieren.
Die Quellen für die Informationsbeschaffung bilden Reisebeschreibungen, wissenschaftliche Publikationen entsprechend der inhaltlichen Ausrichtung des Projektes, geografische Abhandlungen, Luft- und Satellitenbilder sowie kleinmaßstäbige Kartenwerke zur Geländeübersicht. Bis etwa 1950 beinhaltete das Expeditionsziel bei manchen sehr entlegenen Gebieten auch das erstmalige Erstellen von Landkarten durch kartografische Vermessung und terrestrische Fotogrammetrie, wofür als Planungshilfe oft nur grobe Skizzen, z. B. der Talverläufe, ausreichen mussten.

### Expeditionsplanung
Die Planung umfasst die Festlegung des zeitlichen Ablaufs der Expedition sowie die Aufgabenverteilung auf die Expeditionsteilnehmer. Der wirtschaftliche Rahmen wird durch einen Kosten- und Finanzplan abgesteckt, in dem die Ausgabenseite (z. B. Flug- und Transportkosten, Ausrüstung und Verpflegung, Genehmigungen und Versicherungen) der Einnahmenseite (z. B. Fördermittel, Spenden, Darlehen, mögliche Erlöse durch Buchverkäufe und Vorträge) gegenübergestellt wird. Diese Punkte werden gegebenenfalls in einem schriftlichen Vertrag festgehalten, in dem üblicherweise auch die Verwertungsrechte an den Ergebnissen der Expedition geregelt sind.

### Sport und medizinische Expeditionstauglichkeit
Grundvoraussetzung für die Teilnahme an einer Expedition ist je nach Belastungsumfang eine ärztliche Untersuchung, mit der Erkrankungen oder Vorschäden ausgeschlossen werden, die zu Expeditionsuntauglichkeit führen könnten. Das Alfred-Wegener-Institut hat dazu begleitend für die Teilnehmer seiner Polarexpeditionen einen medizinischen Fragebogen entwickelt. Ein wesentlicher Bestandteil der Expeditionsvorbereitung auch zur Unfallverhütung ist die Verbesserung der Leistungsfähigkeit (Kraft und Ausdauer) durch gezieltes Sporttraining. Entsprechend dem Vorhaben beginnt die sportliche Vorbereitung je nach Vorhaben bis zu einem Jahr vorher nach den Grundsätzen der Trainingslehre und vorheriger sportmedizinischer und gegebenenfalls höhenmedizinischer Beratung.
Für größere Expeditionsvorhaben und solche in extreme Klimazonen kann es sinnvoll sein, eine Vorexpedition zum Training und zur Erprobung der Ausrüstung zu unternehmen. Für die Auswahl von Expeditionsteilnehmern siehe das Auswahlverfahren der ZDF Südpolteilexpedition 2010. Dies zeigt aber auch die Grenzen von diesen auf und das Verhältnis von effektiver Durchführung im Expeditionsraum und den Ergebnissen von Auswahlverfahren.

## Expeditionsfähigkeiten
Allgemein sind für Expeditionen „Wildnisfähigkeiten“ notwendig, die der Sicherung des Vorankommens und (Über-)Lebens in der jeweiligen Region dienen. Hinreichende Kenntnisse und Fertigkeiten dienen der eigenen Sicherheit – jedoch ist eine Expedition kein „Überleben im Busch“. Um wissenschaftliche Expeditionsteilnehmer in hinreichenden Wildnisfähigkeiten auszubilden, werden von einigen Instituten ausschließlich für ihre Studierenden und akademischen Teilnehmer entsprechende Lehrveranstaltungen durchgeführt.
Grundkenntnisse und Fertigkeiten im Fischfang, Skifahren Alpin und Langlauf sowie Berggehen und Bergsteigen mit Knotenkunde sind je nach Ziel der Expedition notwendig. Letztere können durch die DAV-Kletterausbildungen Toprope und Vorstieg erworben werden.
Allgemeine Expeditionsfähigkeiten sind Kenntnisse und Fertigkeiten im Umgang mit technischem Expeditionsgerät, die teilweise mit staatlich geprüften Berechtigungen wie Sprechfunkzeugnis und Funkbetriebszeugnis See für die Teilnahme am jeweiligen Funksprechverkehr mit einem Handsprechfunkgerät im Funkverkehr, mit Satellitenfunk wie Iridium (Kommunikationssystem) oder Notfunkbake als Rettungsgerätfunkstelle einhergehen. Im Weiteren beim Einsatz von Wasserfahrzeugen mit Motoren der Sportbootführerschein See und beim Umgang und dem Führen von Handfeuerwaffen der Sachkundenachweis Waffen für eine Waffenbesitzkarte WBK und Europäischen Feuerwaffenpass. Diese sind für Gebiete mit Eisbären und Grizzlybären wie auf Spitzbergen, Nordost-Grönland, Nord-Kanada und Alaska zur Eigensicherung erforderlich. Der Besitz wird teilweise von den jeweiligen nationalen Behörden gefordert und geprüft.
Für die Teilnahme an Expeditionen werden für einige Forschungsstationen weitergehende Kenntnisse im Brandschutz gefordert, wie sie in Lehrgängen an der ABC- und Selbstschutzschule oder dem Ausbildungszentrum Schiffssicherung gelehrt werden, sowie Fertigkeiten für die Kfz-Instandsetzung. Grund ist, dass zur Brandbekämpfung nicht auf eine Feuerwehr oder zur Instandsetzung von Überschneefahrzeugen, Geländewagen und Festrumpfschlauchbooten nicht auf eine Kfz-Werkstatt zurückgegriffen werden kann. Große Forschungsstationen halten für diese Aufgaben eigenes technisches Personal bereit, teilweise durch das jeweilige nationale Militär wie auf den amerikanischen und argentinischen Forschungsstationen der Antarktis. Insbesondere in der trocken-kalten Klimazone ist ein Brand, unter anderem als Elektrobrand, Motorenbrand oder durch unvorsichtigen Umgang mit offenem Feuer im Zelt oder in einer Nothütte, eine erhebliche Gefahr. Extreme Kälte macht Leitungen und Isolierungen aus Kunststoff und Metall brüchig, so dass aus diesen Kraftstoff austreten oder ein elektrischer Kurzschluss auftreten und Feuer verursachen kann. Kraftfahrzeuge werden in der trocken-kalten Klimazone wo möglich permanent vorgeheizt oder, wo dies nicht möglich ist, auch über Nacht in Betrieb gehalten. Auf kleineren Forschungsstationen steht Unterstützung durch Fachpersonal nicht zur Verfügung. Alle anfallenden Aufgaben, auch der Küchendienst, werden von den Expeditionsteilnehmern erledigt. Zur Vorbereitung kann daher auch ein Kochlehrgang gehören.

### Erste Hilfe
Da eine unmittelbare Erste Hilfe durch Rettungsorganisationen während einer Expedition nicht zur Verfügung steht, ist eine handlungssichere Erste-Hilfe und erweiterte Erste Hilfe sowie die Kenntnis von therapeutischen Verfahren in der Notfallmedizin und deren Grenzen durch die Expeditionsteilnehmer notwendig. Grundlage der ersten Hilfe ist „Handhabungssicherheit zum zielgerichteten Handeln“ als Ersthelfer in medizinischen Notlagen durch mehrfach wiederholte Erste-Hilfe-Lehrgänge während der Expeditionsvorbereitung. Grundfertigkeiten aus dem Tactical Combat Casualty Care sind dazu bedingt hilfreich. Jedoch ist medizinische Versorgung („Ausübung der Heilkunde“ als Eingriff in Kompetenzen der Ärzte und Heilpraktiker) nach deutschem Strafrecht für Ersthelfer strafbewehrt und findet hier ihre Grenzen. Ergänzt werden die erweiterten Kenntnisse der Ersten Hilfe durch Fertigkeiten für die Anwendung im Gelände. Zur erweiterten Ersten Hilfe gehören Grundkenntnisse in der Notfallmedizin mit Herz-Lungen-Wiederbelebung, Verhalten bei Hypothermie durch Windchillfaktor sowie Grundkenntnisse aus der Ausbildung für Rettungssanitäter mit dem Schwerpunkt Traumatologie, Verbandmittel und Medikamente sowie über Reisemedizin und Infektionskrankheiten durch Tropenkrankheiten soweit für das Expeditionsgebiet notwendig. Vorbeugung erfolgt durch Impfungen gegen Infektionskrankheiten soweit für das Expeditionsgebiet notwendig. Allgemeine Hygienemaßnahmen verhindern die meisten Erkrankungen.

### Meteorologie und lokale Wettervorhersage
Klimazonen und Wetter bestimmen die Ökozonen nach der sich die Anforderungen an eine Expedition richten. Kenntnisse über Wolken und allgemeine Zusammenhänge der Meteorologie sind für die lokale Wettervorhersage notwendig. Das lokale, tägliche Wettergeschehen bestimmt die Möglichkeiten während der Expedition insbesondere beim Bergsteigen. Wettermeldungen werden weltweit durch den SYNOP-Code mit dem Wolkenschlüssel codiert. Meteorologische Grundinformationen und Klimadaten lassen sich bei Bedarf über das Internet ermitteln. Zur lokalen Wettervorhersage dienen Höhenmesser/Barometer und zur Ermittlung des Windchill als gefühlte Temperatur ein Windmesser.

## Expeditionsführung
Theoretische Grundlagen zur Führung von Menschengruppen in einer Organisationseinheit sind unter Führungskompetenz und für die Organisation unter Managementkompetenz mit Planung, Organisation, Menschenführung und Kontrolle ausgeführt.
Erlebnispädagogische Ansätze von Expeditionen als Lehrmittel nutzte bereits Kurt Hahn an der Schule Schloss Salem. Beispielhaft für Führungsmethoden sind die Führungskräfte Robert Falcon Scott, Roald Amundsen, Ernest Shackleton, Kurt von Hammerstein-Equord, George S. Patton und William Slim.

## Expeditionsausrüstung
Eine angemessene Expeditionsausrüstung unter Berücksichtigung der Klimazone und der Jahreszeit ist neben der Verpflegung wichtiger Bestandteil der Expeditionsvorbereitung. Fehlende oder mangelhafte Expeditionsausrüstung kann schwerwiegende Folgen für die sichere Durchführung haben und Rettungsmaßnahmen notwendig machen. Die Beschaffung der Expeditionsausrüstung bildet den Abschluss der Expeditionsvorbereitung. Die notwendige Grundausrüstung für Landexpeditionen entspricht der beim Trekking. Für die Verbringung und Rückführung von Expeditionsausrüstung sind die jeweiligen Zollbestimmungen des Einfuhr- und Rückführungslandes sowie Bestimmungen der Luftfahrtgesellschaft zu beachten.
| Klimazone    | Jahreszeit | Vegetationszone                        |   |              |        |  | Lufttemperatur | Schutzwirkung                                                |
| trocken-kalt | Winter     | Polarzone und Tundra                   |   |              |        |  | < −20 °C       | Wärme- und Windschutz                                        |
| feucht-kalt  | Winter     | boreale Waldzone sommergrüner Laubwald | = | trocken-kalt | Sommer |  | < −5 °C        | Wind- und Nässeschutz, bedingter Wärmeschutz                 |
| trocken-heiß | Winter     |                                        | = | feucht-kalt  | Sommer |  | < +15 °C       | bedingter Wärme- und Nässeschutz                             |
| trocken-heiß | Sommer     | Wüste und Savanne                      |   |              |        |  | > +25 °C *     | Schutz vor Sonnenstrahlung und Hitze nachts jedoch bis −5 °C |
| feucht-heiß  | ganzjährig | Regenwald                              |   |              |        |  | > +30 °C       | Schutz vor permanenter Hautfeuchtigkeit                      |

## Expeditionsversorgung
Die geplante und vorbereitete Versorgung der Expedition kann Voraus durch Depots oder als Anschlussversorgung durch Luftfahrzeug oder begleitend mit Akia, Zugkarren, Träger oder Tragtiere erfolgen. Heute seltener durch Hundeschlitten, sind aber wie bei der Sirius-Patrouille im Nationalpark Nordost-Grönland, den Rangern des US National Park Service oder Parks Canada Rangern noch gebräuchlich. Beim Alpinstil für die begrenzte Zeit von bis zu 14 Tagen durch Selbsttragen. Für die Schwierigkeiten beim Transport mit Pulka, auch Akia siehe Franklin-Expedition.

## Transport und Verbringung
zu Fuß
- im Expeditionsstil mit Trägern auch fälschlich Sherpa nach einer tibetischen Volksgruppe unter Führung eines Sirdar,
im Alpinstil durch Selbsttragen oder Selbstziehen einer Trekkingkarre;
- in Ewigschneegebieten mit Wannenschlitten wie Akja oder Pulka sowie Hundeschlitten mit Schlittenhunden;
- mit Zugtieren oder Tragtieren wie Maultier oder Dromedar;
- mit Mountainbike (MTB);

zu Land selten noch mit Reittieren
zu Land motorisiert mit
- Geländewagen wie Mercedes G und Land Rover Defender oder
- Expeditions-LKW mit Festaufbau oder Kabine wie dem Unimog, dem MAN gl SX45 8×8, in Russland Ural,
- All Terrain Vehicle (ATV) Kraka oder Quad
- Überschneefahrzeug Bandvagn 206 auch für Dschungelgebiete, in Russland und ehemaligen GUS-Staaten MT-LB, DT-30 oder Schneeraupe sowie Schneemobil Light Over Snow Vehicles (LOSV);

luftunterstützt mit
- Hubschrauber EC 135 oder Mil Mi-8
- zweimotorige Flugzeuge mit STOL-Eigenschaft wie Dornier 228 oder Twin Otter de Havilland Canada DHC-6;

wassergestützt
- in Küstengewässern, Feuchtgebieten oder Flussbefahrungen mit
  - Schlauchboot oder Festrumpfschlauchboot,
  - Kajak oder Kanadier

für Flussüberquerungen auch mit Packraft,.

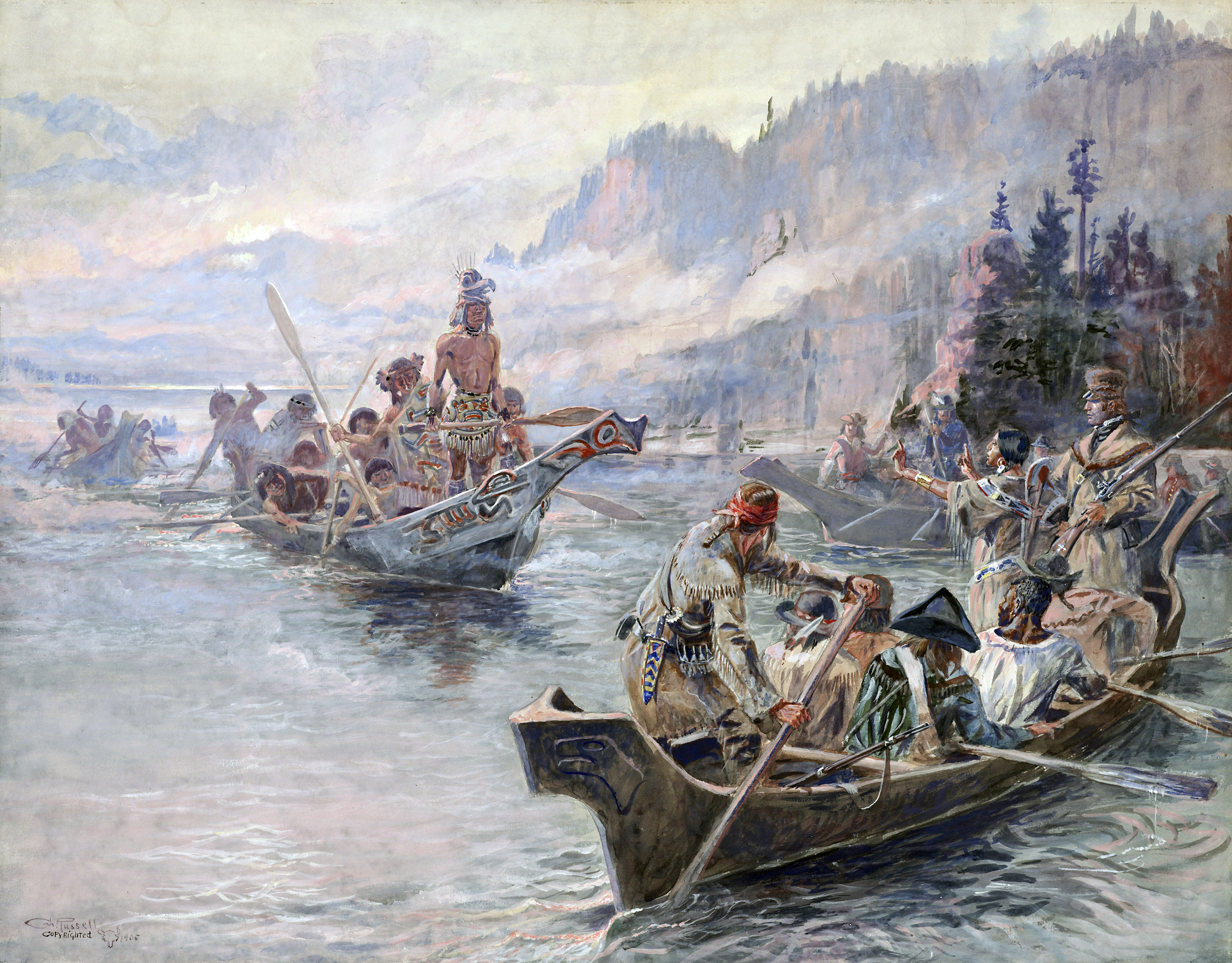
Die Lewis-und-Clark-Expedition

## Geschichte der Expeditionen
Die Entdeckungsreisen am Beginn der Expeditionsgeschichte waren geprägt von einer Welle der Neuentdeckungen, bedingt durch ein unvollkommenes Bild der Erde. Die Phase der sich anschließenden Forschungsreisen hatte das Ziel, Kenntnisse im Bereich der Erdwissenschaften zu gewinnen und gleichzeitig unterentwickelte Staaten und deren Rohstoffe im Rahmen der aufkommenden Industrialisierung für die jeweils eigene Nation zu sichern. Durch Übereinkommen zwischen den Kolonialmächten wurden in dieser Zeit des 19. Jahrhunderts dabei häufig Kolonialgrenzen gezogen, die bis zum heutigen Tag Gültigkeit als Staatsgrenzen haben, Bevölkerungsgruppen zerschneiden, Staaten teilen und daraus in Folge ab Mitte des 20. Jahrhunderts zu Unabhängigkeitskriegen und im 21. Jahrhundert zu weiteren innerstaatlichen aber auch zwischenstaatlichen Konflikten führten. Dieses Konfliktpotential hat für heutige Expeditionen entsprechenden Einfluss auf die Durchführbarkeit nach der Sicherheitslage in diesen Gebieten. Informationen lassen sich über die Reisewarnungen der Ministerien des Äußeren gewinnen.
Die Geschichte der Nordpolexpeditionen und das Goldene Zeitalter der Antarktisforschung war von nationaler Konkurrenz geprägt, um die letzten unerreichten Ziele der Erde zu „erobern“. Die Expeditionen wurden teilweise in kürzester Zeit geplant und mit unerprobten Mitteln durchgeführt. Diese führten bei einigen Expeditionen zu einem tödlichen Ausgang. Die technische Ausrüstung und die Bekleidung entsprachen teilweise nicht heutigem Stand und Gebrauchssicherheit. Wollbekleidung und Zdarskysack sind jedoch bis heute gültige Ausrüstung. Gleichzeitig nutzte man nur teilweise oder unzureichend Kenntnisse und Fertigkeiten von Landesbewohnern dieser Klimazonen. So verzichteten die Engländer auf den Einsatz von Schlittenhunden, während die Norweger diese mit Erfolg einsetzten und sich auch in der Bekleidung den Eskimos anpassten.
Gründe für das Scheitern einer Expedition auch heute noch lassen sich im Besonderen bei der Franklin-Expedition finden.

### Orientierungsausrüstung früher Expeditionen
Erst ab den späten 1980er Jahren stand GPS zur Ortsbestimmung zur Verfügung. Bis dahin wurde die Position durch Astronomische Navigation mit Hilfe von Sextant, Chronometer und astronomischem Almanach bestimmt. Beim sogenannten Mittagsbesteck wird gegen Mittag der Höchststand der Sonne und dadurch die wahre Ortszeit ermittelt. Der Breitengrad errechnet sich aus der Sonnenhöhe. Die geografische Länge ergibt sich aus der Differenz der Ortszeit zur Greenwich Mean Time, die vom Chronometer abgelesen wird. Peilung und Triangulation dienten der eigenen Orientierung im Gelände sowie der Landvermessung, einer der vordringlichsten Aufgaben früher Expeditionen.

### Biwakausrüstung früher Expeditionen

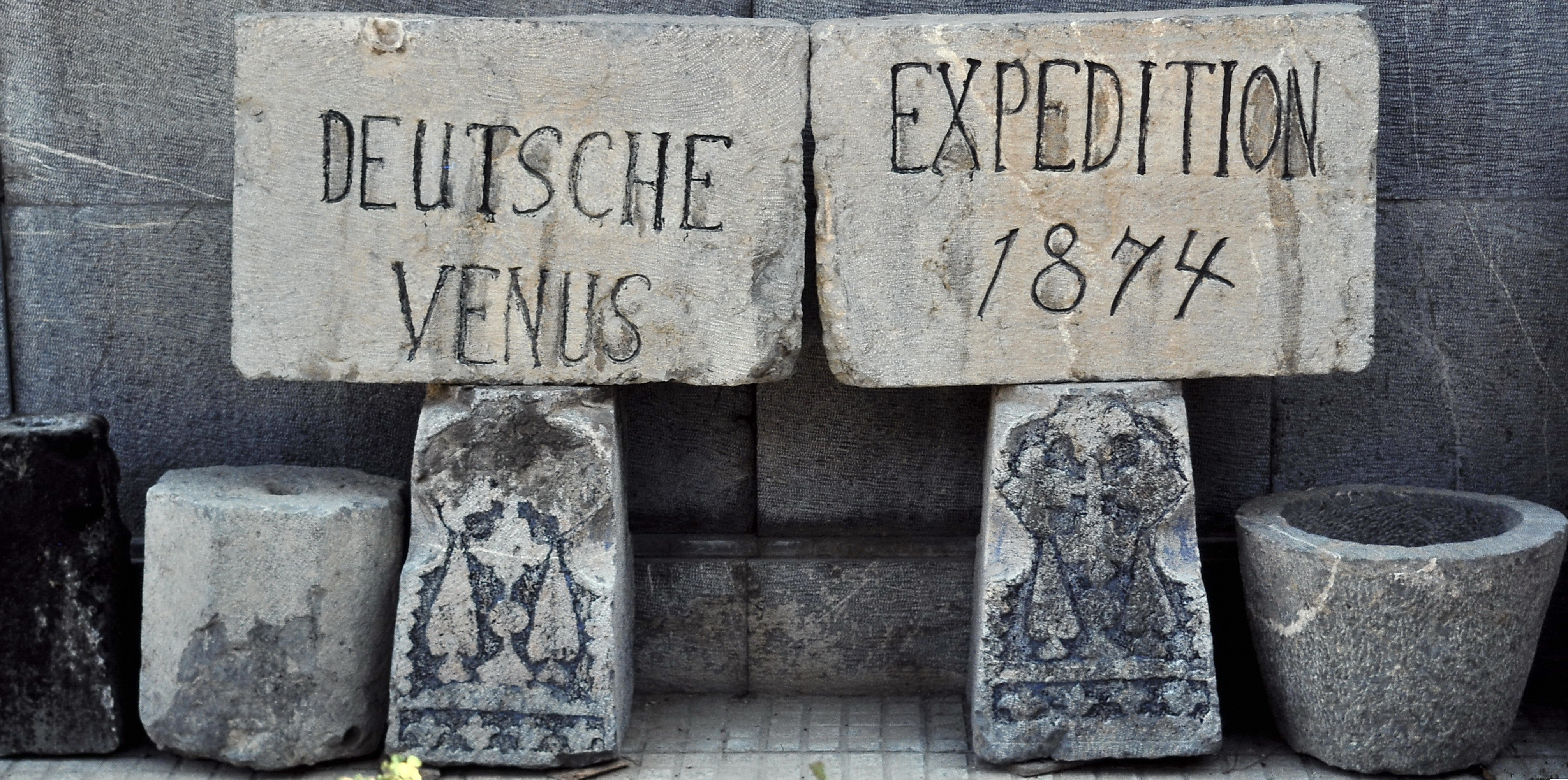
Gedenksteine von der deutschen Expedition zum Venusdurchgang am 9. Dezember 1874 in Isfahan, Iran

Bis zum Aufkommen von Kunstfasern wurde Bekleidung aus Baumwolle teilweise auch aus leichtem Loden in trocken- und feucht-heißen Gebieten getragen, Wolle und Loden für trocken- und feucht-kalte Gebiete. Die frühe Bekleidung der englischen Everestbesteiger bestand aus Tweed. Verwendung fanden auch Frauenhaarfüsslinge. Schlafsäcke bestanden aus Rentierfell oder waren wie bei der Schröder-Stranz-Expedition mit Kapok als Isoliermaterial gefüllt. Daunenschlafsäcke kamen erst ab dem 20. Jahrhundert auf. Als Schutz des Schlafsacks vor Feuchtigkeit und Schmutz diente der Zdarskysack.
Wetterfeste Oberbekleidung, Zelte und Planen wurden aus mit Leinöl imprägnierten Baumwoll- oder Leinenstoffen, dem sogenannten Öltuch (engl. Oilskin) hergestellt. Ab Mitte des 19. Jahrhunderts wurden Beschichtungen aus Kautschuk entwickelt. Insbesondere in Küstenregionen ist der Begriff Ölzeug für solche Regenbekleidung heute noch gebräuchlich.

### Verpflegung früher Expeditionen
Da die Anreise häufig mit dem Schiff erfolgte, wurde „normale“ Schiffs- und Frischverpflegung mitgeführt, die zubereitet werden musste. Diese bestand aus Getreidekörnern – diese sind länger haltbarer als Mehl –, Zwieback, Pökelfleisch, Dörrfleisch, Stockfisch, Erbswurst oder Olivenöl und war lange haltbar, oder bestand aus Frischverpflegung wie lebenden Tieren, die bei Bedarf geschlachtet wurden. Seit dem 19. Jahrhundert wurden erste Konservendosen benutzt. Frühe Formen führten wie bei der Franklin-Expedition vermutlich zu Bleivergiftung. Um Skorbut zu vermeiden, war Vitamin-C-haltiges Sauerkraut und Zitronensaft Bestandteil der Verpflegung – siehe dazu auch James Cook. Bestandteil von Expeditionsverpflegung für Antarktisexpeditionen war Hoosh aus Pemmikan. Für den Transport zu Lande wurden wie in Afrika und Indien in großem Umfang Träger eingesetzt, in anderen Erdteilen auch Tragtiere. Ansonsten wurde die Expeditionsverpflegung aus dem Land durch Kauf vor Ort oder Jagd mit entsprechenden Unsicherheitsfaktoren für Verfügbarkeit und Hygiene beigetrieben.

## Liste bekannter Entdeckungs- und Forschungsreisender

### Entdeckungsreisende
Als Entdecker bezeichnet man im Allgemeinen Personen, die etwas unabhängig Existierendes beobachten und diese Kenntnis einer unbestimmten Öffentlichkeit als Entdeckung zugänglich machen.
Im Folgenden einige bekannte Entdecker und Expeditionsleiter:
| Name                                   | Expedition                                                | Jahr                          | Entdeckung                                                                                  |
| -------------------------------------- | --------------------------------------------------------- | ----------------------------- | ------------------------------------------------------------------------------------------- |
| Christoph Kolumbus                     |                                                           | 1492                          | Amerika                                                                                     |
| Vasco da Gama                          |                                                           | 1497–1499                     | Seeweg nach Indien                                                                          |
| Ferdinand de Magellan                  |                                                           | 1519–1522                     | Weltumsegelung                                                                              |
| Gonzalo Pizarro                        | Gonzalo-Pizarro-Expedition                                | 1540–1542                     | Erforschung Südamerika                                                                      |
| Francis Drake                          | Weltumsegelung                                            | 1577–1580                     | Atlantischer Ozean Pazifischer Ozean Indischer Ozean                                        |
| Samuel de Champlain                    |                                                           | 1603–1632                     | Nordostküste Nordamerikas                                                                   |
| Vitus Bering mit Georg Wilhelm Steller | Erste Kamtschatka-Expedition Zweite Kamtschatkaexpedition | 1725–1730 1733–1743           | Beringstraße, Sibirien und Aleuten                                                          |
| Carsten Niebuhr                        | Arabische Reise (Carsten Niebuhr)                         | 1761–1767                     | Erforschung Arabiens                                                                        |
| Pedro Fernández de Quirós              | Tahiti                                                    | 1606 ff                       | Pazifik                                                                                     |
| Louis Antoine de Bougainville          | Tahiti                                                    | 1766 ff                       | Pazifik                                                                                     |
| James Cook                             |                                                           | 1768–1771 1772–1775 1776–1780 | Erste Südseereise Zweite Südseereise Dritte Südseereise mit Nordpazifik und Nordwestpassage |
| Alexander MacKenzie                    |                                                           | 1789 1792                     | Nord-Kanada Großer Sklavensee, Mackenzie River, Arktischer Ozean, Fraser River              |

### Forschungsreisende
Forschungsreisen durch Forschungsreisende haben den Zweck, Daten und Erkenntnisse über meist neu entdeckte Gebiete der Erde zu gewinnen. Deren Vorbereitung kann die Aufnahme vorhandener Kenntnisse, das Erlernen der regionalen Sprachen, Auswahl, Beschaffung und Verpackung des notwendigen Materials und Gerätschaften, Zusammenstellung eines harmonisierenden Teams, in dem alle wesentlichen Fähigkeiten vertreten sind, die am Zielort benötigt werden, den geeigneten Zeitpunkt für den Start der Reise sowie die Planung des Reiseweges soweit möglich umfassen. In Abgrenzung dazu sind Abenteurer ohne Zielsetzung zu sehen.
| Name                                                                           | Expedition                                                                                          | Expeditionsjahr                              | Hintergrund/Ziel der Expedition |                   |
| ------------------------------------------------------------------------------ | --------------------------------------------------------------------------------------------------- | -------------------------------------------- | --- | ----------------- |
| Thaddäus Haenke                                                                | Alessandro Malaspina di Mulazzo-Expedition                                                          | 1789–1794 1793–1810 1804                     | Teilnehmer Südamerika mit Peru, Ecuador, Bolivien, Chile Atacamawüste erster Europäer auf dem Chimborazo |                   |
| Alexander von Humboldt                                                         | | 1799–1804 1829                               | Amerikanische Forschungsreise Russland |                   |
| Meriwether Lewis William Clark                                                 | Lewis-und-Clark-Expedition                                                                          | 1804–1806                                    | Erforschung des Ohio Nordamerika |                   |
| Jean Louis Burckhardt                                                          | | 1812                                         | Wiederentdeckungen der Nabatäerstadt Petra im südlichen Jordanien und des nubischen Tempels von Abu Simbel in Ägypten |                   |
| Maximilian zu Wied-Neuwied                                                     | Reise in das innere Nord-America                                                                    | 1815–1817 1832–1834                          | Brasilien USA |                   |
| Otto von Kotzebue                                                              | Rurik-Expedition                                                                                    | 1815–1818                                    | russische Weltumseglung / Entdeckung und Erkundung der Nordwestpassage |                   |
| John Ross                                                                      | | 1818                                         | Expedition Nordwestpassage und arktische See |                   |
| William Edward Parry                                                           | | 1818 1819–1820 1821–1823                     | 2. Offizier Nordwestpassage 1. Arktisexpedition Königin-Elisabeth-Inseln 2. Arktisexpedition |                   |
| James Clark Ross                                                               | | 1818 1819–1825 1829–1831 1839–1842           | Teilnehmer Nordwestpassage mehrere Polarexpeditionen unter Parry Teilnehmer Nordpolexpedition und nördl. Magnetpol Südpol und Südpolarmeer                                                                                |                   |
| John Franklin                                                                  | | 1818 1819–1822 1845–1847                     | 1. Polarexpedition unter John Ross 2. Polarexpedition Nordwest-Territorien 3. Franklin-Expedition Polarregion |                   |
| Hamilton Hume William Hovell                                                   | Expedition von Hume und Hovell                                                                      | 1824–1825                                    | erste Expedition, die einen Weg von New South Wales in das Hinterland von Victoria fand |                   |
| Charles Darwin                                                                 | The Zoology of the Voyage                                                                           | 1831–1836                                    | Südamerika |                   |
| Jakob Philipp Fallmerayer                                                      | | 1831–1834 1840–1842 1847–1848                | Griechenland und Vorderer Orient |                   |
| Charles Wilkes Kommando                                                        | United States Exploring Expedition                                                                  | 1838–1842                                    | Erkundungs- und Kartierungsfahrt der United States Navy in den Pazifik insbesondere US-Westküste |                   |
| Ludwig Leichhardt                                                              | 1. Expedition 2. Expedition 3. Expedition                                                           | 1844–1845 1846–1847 1848                     | Australien 4800 km Jimbour (Brisbane)-Northern Territory-Port Essington (Darwin) geplante Durchquerung Australiens von Ost nach West weiterer Versuch, seit dem verschollen                                               |                   |
| Heinrich Barth                                                                 | | 1845–1847 1849–1855                          | Nordafrika Westafrika und Sahara |                   |
| Eduard Vogel                                                                   | | 1853–1856                                    | Afrika Hochland von Adamaua Entsatz für Barth |                   |
| Richard Francis Burton                                                         | | 1853 1854 1857                               | Mekka mit John Hanning Speke Sudan Ostafrika mit den großen Seen und den Quellen des Nils |                   |
| Alexine Tinne                                                                  | | 1862 1869                                    | Oberlauf des Nil – nordwestlicher Kongo Tripolis – Murzuk |                   |
| David Livingstone                                                              | | 1849–1873                                    | Afrika |                   |
| Henry Morton Stanley                                                           | | 1870–1871                                    | Afrika |                   |
| Bernhard von Wüllerstorf-Urbair Ferdinand von Hochstetter Georg von Frauenfeld | Novara-Expedition                                                                                   | 1857–1859                                    | Expeditionsleiter Fachleitung Geologie Fachleitung Zoologie |                   |
| Charles Francis Hall                                                           | | 1860–1862 1864–1869 1871                     | kanadische Arktis – Nordpol-Expedition |                   |
| Robert O’Hara Burke William John Wills                                         | Victorianische Erkundungsexpedition                                                                 | 1860–1861                                    | Australien Süd-Nord-Durchquerung westl 143. Längengrad |                   |
| Gerhard Rohlfs                                                                 | | 1860–1865 1873–1874 1878                     | Timbuktu Siwa Oase Kufra Ägypten |                   |
| Karl Mauch                                                                     | | 1865–1871                                    | Wasserscheide zwischen Sambesi und Limpopo bis in die Nähe von Tete am Sambesi Ruinen von Groß-Simbabwe bei Masvingo |                   |
| Carl Koldewey                                                                  | Erste Deutsche Nordpolar-Expedition und Zweite Deutsche Nordpolar-Expedition                        | 1868 1869–1870                               | Polarexpeditionen zu Grönlands Ostküste |                   |
| David E. Folsom Charles W. Cook William Peterson                               | Folsom-Expedition                                                                                   | 1869                                         | Yellowstone-Nationalpark |                   |
| Henry Washburn Nathaniel P. Langford G. C. Doane                               | Washburn-Langford-Doane-Expedition                                                                  | 1870                                         | Yellowstone-Nationalpark |                   |
| Ferdinand Hayden                                                               | Hayden-Expedition                                                                                   | 1871                                         | Yellowstone-Nationalpark |                   |
| Karl Graf von Waldburg-Zeil Theodor von Heuglin                                | | 1870                                         | Spitzbergen Begleiter |                   |
| Julius von Payer Carl Weyprecht                                                | Österreichisch-Ungarische Nordpolexpedition                                                         | 1872–1874                                    | Franz-Josef-Land |                   |
| Eduard Schnitzer                                                               | | 1871–1892                                    | Zentralafrika |                   |
| Wyville Thomson                                                                | Challenger-Expedition                                                                               | 1872–1876                                    | Tiefsee-Expedition |                   |
| Adolphus Greely                                                                | | 1881–1884                                    | Polargebiet |                   |
| Karl von den Steinen                                                           | 1. dt Int Polarjahr-Expedition 1. Expedition Xingú-Gebiet 2. Expedition Xingú-Gebiet                | 1882–1883 1884 1887–1888 1897–1898           | Südgeorgien unter Dr. K. Schrader Xingú-Gebiet Brasilien Südseeinseln Marquesas |                   |
| Gertrude Bell                                                                  | | 1888–1920                                    | Arabien britische Forschungsreisende, Historikerin, Schriftstellerin, Archäologin, Alpinistin, politische Beraterin und Angehörige des Secret Intelligence Service                                                        |                   |
| Mary Kingsley                                                                  | | 1894–1895                                    | brit. Entdeckerin und Ethnologin Kongo – Kongo – Kamerun |                   |
| Fridtjof Nansen                                                                | | 1888 1893–1896                               | Durchquerung Inlandeis Südgrönland Nordpolarexpedition |                   |
| Nikolai Michailowitsch Prschewalski                                            | | 1870–1873 1876–1877 1879–1880 1883–1885      | Zentralasienexpeditionen |                   |
| Victor Hensen                                                                  | Planktonexpedition                                                                                  | 1889                                         | Atlantik |                   |
| Franz Steindachner                                                             | Pola-Expeditionen                                                                                   | 1890–1898                                    | Tiefsee, Mittelmeer, Rotes Meer |                   |
| Erich von Drygalski                                                            | Westgrönland-Expeditionen Berliner Ges f Erdkunde Gauß-Expedition                                   | 1891–1893 1901–1903 1910                     | 1. deutsche Südpolarexpedition Teilnahme Graf Zeppelin Expedition Spitzbergen |                   |
| Robert Peary                                                                   | | 1891–1893 1905–1906 1908–1909                | Grönland und Arktis 87°6'N 6. April 1909 möglicherweise Nordpol |                   |
| Adrien de Gerlache de Gomery                                                   | Belgica-Expedition                                                                                  | 1897–1899                                    | Westantarktis |                   |
| Frederick Cook                                                                 | | 1891–1892 1897–1899 1907–1909                | unter Robert Peary Arktisexpedition unter Adrien de Gerlache de Gomery Belgica-Expedition Arktisexpedition nördl. Axel-Heiberg-Insel Richtung Nordpol, Ausweichroute Devon Island über Nares Strait nach Anoatok Grönland |                   |
| Franz Boas                                                                     | Jesup North Pacific Expedition                                                                      | 1897–1902                                    | anthropologische Forschungsexpedition im nordpazifischen Raum nach Sibirien, Alaska und Nordwestküste von Kanada |                   |
| Carl Chun                                                                      | Valdivia-Expedition                                                                                 | 1898–1899                                    | Tiefsee, atlantischer und indischer Ozean |                   |
| Carsten Egeberg Borchgrevink                                                   | Southern-Cross-Expedition                                                                           | 1898–1900                                    | Viktorialand, Ross-Schelfeis (78°50'S) |                   |
| Sven Hedin                                                                     | - – Chinesisch-Schwedische Expedition                                                               | 1893–1897 1899–1902 1905–1908 1927–1935      | China Taklamakan Pamirgebirge Himalaya Persien Fritz Mühlenweg als Teilnehmer |                   |
| Max von Oppenheim                                                              | | 1895–1923 1899 1914–1918                     | Diplomat, Orientalist und Archäologe im Nahen Osten Entdeckung Tell Halaf Nachrichtenstelle für den Orient |                   |
| Roald Amundsen                                                                 | Belgica-Expedition Gjøa-Expedition Fram-Expedition Maud-Expedition Norge-Expedition                 | 1897–1899 1903–1906 1910–1913 1918–1920 1926 | Westantarktis Nordwestpassage geographischer Südpol Nordostpassage Flug über den geographischen Nordpol im Luftschiff |                   |
| Luigi Amadeo von Savoyen                                                       | Stella Polare                                                                                       | 1899 1906 1909                               | Erkundung Nordpolargebiet Ruwenzori-Gebirge Uganda Karakorum K2 |                   |
| Edward Harriman                                                                | Harriman-Alaska-Expedition                                                                          | 1899                                         | |                   |
| Rudolf Schlechter                                                              | Westafrikanische Kautschuk-Expedition                                                               | 1899–1900                                    | Erkundung von Kautschuk produzierenden Pflanzenarten in Westafrika |                   |
| Robert Falcon Scott                                                            | Discovery-Expedition Terra-Nova-Expedition                                                          | 1901–1903 1910–1912                          | Ross-Meer, Ross-Schelfeis (82°17'S) und Viktorialand geographischer Südpol |                   |
| Otto Nordenskjöld und Carl Anton Larsen                                        | Schwedische Antarktisexpedition                                                                     | 1901–1904                                    | |                   |
| Ernest Shackleton                                                              | Discovery-Expedition Nimrod-Expedition Endurance-Expedition Quest-Expedition                        | 1901–1903 1907–1909 1914–1917 1921–1922      | Teilnehmer unter Scott Ross-Schelfeis, Polarplateau (88°23'S), Viktorialand Weddell-Meer, geplante Durchquerung der Antarktis Weddell-Meer, Elephant Island, Südgeorgien                                                  |                   |
| Francis Younghusband George Mallory                                            | Tibet Durchquerung Britische Mount-Everest-Expeditionen                                             | 1904 1920 1921, 1922, 1924                   | Tibet Mount Everest |                   |
| Percy Fawcett                                                                  | i. A. Royal Geographical Society                                                                    | 1906–1925                                    | Expeditionen in Südamerika |                   |
| Douglas Mawson                                                                 | | 1911–1914                                    | 1. australische Antarktisexpedition |                   |
| Carl Ernst Arthur Wichmann Hendrikus Albertus Lorentz                          | Nord-Neuguinea-Expedition                                                                           | 1903                                         | |                   |
| Mina Benson Hubbard                                                            | | 1905                                         | Durchquerung Labrador |                   |
| Alfred Wegener                                                                 | – Forschungsstation Eismitte                                                                        | 1906 1913 1929–1930                          | Grönland Nordostküste unter Ludvig Mylius-Erichsen Durchquerung und Überwinterung unter Johan Peter Koch 3. Grönland Expedition Inlandeis                                                                                 |                   |
| Enno Littmann                                                                  | Aksum Expedition                                                                                    | 1906                                         | Äthiopien Eritrea |                   |
| T. E. Lawrence                                                                 | | 1909–1918                                    | Palästina – Sinai-Halbinsel |                   |
| Herbert Schröder-Stranz                                                        | Deutsche Arktische Expedition                                                                       | 1912–1913                                    | Spitzbergen |                   |
| Theodor Lerner                                                                 | | 1896 1913                                    | Spitzbergen Entsatzexpedition DAE |                   |
| Oskar von Niedermayer                                                          | | 1912                                         | erste Durchquerung Wüste Lut |                   |
| Alfred Leber                                                                   | Dt-Neuguinea-Expedition                                                                             | 1913–1914                                    | Medizinisch-demographische |                   |
| Hermann Detzner                                                                | | 1914–1918                                    | Kaiser-Wilhelms-Land Insel Neuguinea erster Europäer Durchquerung der Täler des zentralen Hochlands im Hagen-Gebirge |                   |
| Rupert Holzapfel                                                               | Grönland unter Wegener Anjumanpass Hindukusch Afghanistan Nordpolarmeer Grönland                    | 1930–1931 1936–1937 1940–1945                | Leitung Weststation „Scheideck“ meteorologische Beobachtungen Flugverkehrs der Lufthansa Wetterstationen der Wehrmacht in der Arktis                                                                                      |                   |
| Gunther Plüschow                                                               | – Südamerika                                                                                        | 1925 1927 1930                               | Chile, Peru und Ecuador Punta Arenas |                   |
| Ralph Alger Bagnold                                                            | – Wüsten-Expeditionen                                                                               | 1921–1929 1940–1941                          | 1929 ausgerüstet mit Ford Modell Ts Expedition zur Suche nach der mythischen Stadt Zerzura Libysche Wüste Long Range Desert Group Afrikafeldzug                                                                           |                   |
| Ladislaus Almásy                                                               | – Expedition Salam                                                                                  | 1922–1934 1940–1943                          | Sahara Nordafrika Brandenburg (Spezialeinheit) Afrikafeldzug |                   |
| Louis Audouin-Dubreuil                                                         | Croisière Noire Croisière Jaune                                                                     | 1924–1925 1931–1932                          | Afrika Naher Osten/Libanon-China |                   |
| Alfons Gabriel                                                                 | | 1927–1928, 1933, 1937                        | Lut, Kawir |                   |
| Clärenore Stinnes mit Carl-Axel Söderström                                     | Weltumrundung mit PKW                                                                               | 1927                                         | Balkan-Moskau-Sibirien-Wüste Gobi-Peking-Japan-Hawaii-Nordamerika-Mittelamerika-Südamerika bis Valparaíso, Vancouver-New York                                                                                             |                   |
| Günter Dyhrenfurth                                                             | Himalaya-Expedition Internationale Himalaya-Expedition                                              | 1930 1934                                    | Karakorum |                   |
| Orde Wingate                                                                   | Kamelexpedition                                                                                     | 1932                                         | mit Unterstützung RGS Libysche Wüste |                   |
| Richard Evelyn Byrd                                                            | Byrd Antarctic Expedition Operation Highjump                                                        | 1926 1928–1930 1933–1935 1939–1941 1946–1947 | Spitzbergen-Nordpol Antarktis, Überflug des Südpols Antarktis |                   |
| Otto Schulz-Kampfhenkel                                                        | Deutsche Amazonas-Jary-Expedition                                                                   | 1935–1937                                    | Amazonas | Expeditionsleiter |
| John Riddoch Rymill                                                            | British Graham Land                                                                                 | 1936                                         | Antarktis Expeditionsleiter |                   |
| Iwan Dmitrijewitsch Papanin                                                    | | vermutl. am 21. Mai 1937                     | Nordpol |                   |
| Alfred Ritscher                                                                | – Dritte Deutsche Antarktisexpedition                                                               | 1912–1913 1938–1939                          | Schiffsführer „Deutsche Arktis-Expedition“ Schröder-Stranz Expeditionsleiter Neuschwabenland |                   |
| Kurt Herdemerten                                                               | Dt-Grönland-Exp Herdemerten-Grönland-Exp                                                            | 1930–193 1938                                | unter Alfred Lothar Wegener Expeditionsleiter |                   |
| J. G. S. Sugden P. G. Mott                                                     | Oxford University Greenland Expedition                                                              | 1938                                         | |                   |
| Hans Ertl                                                                      | Internationalen Himalaya Expedition Deutschen Bolivien-Expedition Willy-Merkl-Gedächtnis-Expedition | 1934 1950 1953                               | Erstbesteigung Sia Kangri 7422 m |                   |
| Willy Merkl, Hermann Buhl, Karl Herrligkoffer                                  | Dt-amerik. Himalaya-Expedition Dt Nanga-Parbat-Expedition                                           | 1932 1934                                    | |                   |
| Heinrich Harrer                                                                | Deutsche Nanga Parbat Expedition – -                                                                | 1939 1939–1951 1953–1991                     | Durchsteigung Rupalflanke Tibet Südamerika, Alaska, Afrika und Südost-Asien |                   |
| Wilhelm Dege                                                                   | – Unternehmen Haudegen                                                                              | 1930er Jahre 1944–1945                       | Spitzbergen Nordostland Wetterstationen der Wehrmacht in der Arktis |                   |
| Karl Helbig                                                                    | | 1930–1932 1936–1937 1953–1954 1957–1958      | Sumatra Borneo Mittelamerika Mexiko |                   |
| Wilfred Thesiger                                                               | | 1941–1943 1946–1964                          | Äthiopien und Sahara Long Range Desert Group Oman, Saudi-Arabien, Jemen Leeren Viertel, Irak |                   |
| Thor Heyerdahl                                                                 | Kon-Tiki-Expedition u. a.                                                                           | 1947                                         | Pazifischer Ozean-Polynesien |                   |
| Edmund Hillary Tenzing Norgay                                                  | | 29. Mai 1953                                 | Erstbesteigung Mount Everest unter dem Expeditionsleiter Oberst John Hunt |                   |
| Hannes Lindemann                                                               | | 1955 und 1956                                | Atlantik |                   |
| Vivian Fuchs                                                                   | Commonwealth Trans-Antarctic Expedition                                                             | 1955–1958                                    | mit Hillary |                   |
| Stefan Kröpelin                                                                | Forschungsexpedition                                                                                | Oktober 2005                                 | 5.000 km mit Geländewagen im Tschadbecken mit dem Erdi-Ma Nordosten Dreiländereck Libyen, Tschad und Sudan |                   |
| Verein Centre Terre                                                            | Forschungsexpedition                                                                                | 2000 / 2006 / 2008 / 2010 / 2017             | Isla Madre de Dios | -                 |

### Expeditionsreisende
| Name                                                      | Expedition                                                               | Expeditionsjahr                                                                          | Expeditionsland |                                                   |
| --------------------------------------------------------- | ------------------------------------------------------------------------ | ---------------------------------------------------------------------------------------- | --- | ------------------------------------------------- |
| Wally Herbert                                             | Transarktisexpedition mit Hundeschlitten                                 | 6. April 1969                                                                            | Arktis und Nordpol zu Fuß |                                                   |
| Werner Freund                                             |                                                                          | 1966 1967 1968 1969 1970 1971 1972 1973 1974 1975 1976 1977                              | Algerien Uganda Ceylon Kamerun Äthiopien Ecuador indones. Neuguinea Paraguay Brasilien Papua-Neuguinea Süd-Kolumbien Süd-Sudan |                                                   |
| Rüdiger Nehberg                                           |                                                                          | 1972 1980 1981 1987                                                                      | Blauer Nil Yanomami Brasilien Deutschlanddurchquerung Atlantiküberquerung Tretboot |                                                   |
| Reinhold Messner                                          | – u. a. Sigi-Löw-Gedächtnisexpedition zum Nanga Parbat                   | 1969 1970–1986 1989–1990                                                                 | Anden-Expedition 14 Achttausender und Seven Summits Antarktis-Durchquerung |                                                   |
| Günther Bock, Michel Dacher, Peter Lechhart, Franz Martin | Deutsche Grönlandexpedition 1970                                         |                                                                                          | Nuuk – Tasiilaq Inlandeisdurchquerung |                                                   |
| Michael Asher                                             | Wüsten- und Regenwaldreisen zusammen mit seiner Frau Mariantonietta Peru |                                                                                          | Buchautor |                                                   |
| Arved Fuchs                                               |                                                                          | seit 1977 1979 1980 1983 1984 1989 1989–1990 1993 1997–1998 2000 2002 1993 und 2003–2004 | Arktis Westküste Grönland Nordpol zu Fuß (gescheitert) Retro-Alfred-Wegener-Expedition 1930 Umrundung Kap Hoorn mit Faltboot im südl Sommer Int. Expedition „Icewalk“ Nordpol Antarktis-Durchquerung Durchquerung Grönland mit Hundeschlitten „Arctic Passages“ Westküste Grönland hist. Expedition Sir Ernest Henry Shackleton Antarktis mit Durchquerung Südgeorgiens Nordostpassage Nordwestpassage |                                                   |
| Bruno Baumann                                             |                                                                          | 1989 1994 1996 2004                                                                      | Taklamakan zu Fuß Alashan, Tibet, Tibesti Gebirge Taklamakan Retro-Expedition Sven Hedin Entdeckung des „versunkene Königreich Shangshung“ Yarlung-Dynastie |                                                   |
| Ines Papert                                               |                                                                          | 1997 1998                                                                                | Aconcagua Peru-Expedition mit Nevado Pisco, Nevado Alpamayo, Nevado Artesonraju, Torre del Paron |                                                   |
| Frederik zu Dänemark                                      | Sirius Hundeschlitten-Expedition                                         | 11. Februar bis 31. Mai 2000                                                             | 2795 km Durchquerung von Nord-Grönland Nordost-Grönland-Nationalpark |                                                   |
| Liv Arnesen und Ann Bancroft                              |                                                                          | 2001                                                                                     | Antarktis auf Ski |                                                   |
| Gerlinde Kaltenbrunner                                    | Hochgebirgsexpeditionen                                                  | seit 2003                                                                                | u. a. Nanga Parbat |                                                   |
| Cecilie Skog                                              |                                                                          |                                                                                          | erste Frau auf den Seven Summits, Nordpol, Südpol, Durchquerung der Antarktis |                                                   |
| Jakub Postrzygacz                                         | Canning Stock Route                                                      | 2005                                                                                     | Erstbezwinger mit dem Fahrrad |                                                   |
| Oh Eun-sun                                                |                                                                          |                                                                                          | erste Frau auf den 14 Achttausendern |                                                   |
| Evelyne Binsack                                           | Expedition Antarctica                                                    | 2006/2007                                                                                | 28.000 km von der Schweiz zum Südpol |                                                   |
| Tim Cope                                                  |                                                                          | Sommer 2004 bis Sommer 2007                                                              | Ritt aus der Steppe der Mongolei, Start in Charchorin bei Karakorum, bis Ungarn |                                                   |
| Jeremy Clarkson und James May                             | Top Gear: Polar Special Polar Challenge                                  | 2007                                                                                     | magnetischer Nordpol von 1996 bei 78° 36′ N, 104° 12′ W mit stark modifizierter Toyota Hilux und Toyota Land Cruiser |                                                   |
| David de Rothschild                                       | Plastiki-Expedition                                                      | 2010                                                                                     | Pazifischer Ozean | Belastung der Ozeane mit Plastikmüll              |
| Harry of Wales                                            | zu Gunsten der Hilfsorganisation „Walking With The Wounded“              | November/Dezember 2013                                                                   | Südpol | Marsch mit verwundeten Soldaten 335 km zum Südpol |
| Freya Hoffmeister                                         | Kayakexpeditionen                                                        | 2009 2011–2015                                                                           | Umrundung von Australien | 13.714 km in 332 Tagen 22.000 km in 929 Tagen     |

### Behörden und Organisationen die Expeditionen durchführen
Expeditionen werden vorwiegend von Forschungseinrichtungen durchgeführt. Dabei kann es sich um Universitäten handeln oder um außeruniversitäre Institute. Vereine und Verbände sowie staatliche Behörden fördern Expeditionen.

### Expeditionstierfilmer
Bekannte Tierfilmer, die Expeditionen zur Produktion von Natur- und Tierfilmen unternommen haben, sind unter anderem Michael und Bernhard Grzimek, Heinz Sielmann, David Attenborough, Martin Schliessler, Ernst Arendt und Hans Schweiger, Benny Rebel, Andreas Kieling, Matto Barfuss, Dieter Glogowski, Norbert Rosing, David Bittner, Dirk Steffens und David Bittner für Bärenforschung und -filmaufnahmen. Im deutschsprachigen Raum ist Michael Martin für seine Wüstenaufnahmen bekannt.

### Meeresexpeditionen
- Hans Hass Tauchpionier
- Jacques-Yves Cousteau Meeresforscher